# Saint Mary (parish)
För andra betydelser, se Saint Mary och Saint Mary Parish.
Saint Mary (engelska: St Mary) är en parish i kronbesittningen Jersey. Den ligger i den nordvästra delen av Jersey, 7 km nordväst om huvudstaden Saint Helier. Antalet invånare är 1 752. Arean är 6,5 kvadratkilometer. Saint Mary ligger på ön Jersey. Saint Mary gränsar till Saint Peter.
Terrängen i Saint Mary är platt.